# وزارة النفط والغاز (كازاخستان)
كانت وزارة النفط والغاز في كازاخستان إحدى الهيئات الحكومية وهي جزء من مجلس الوزراء. تختص الوزارة بوضع وتنفيذ السياسات المتعلقة بالبترول والمنتجات البترولية.

## التاريخ
تأسست الوزارة في 12 مارس 2010 وهي خليفة وزارة الطاقة والثروة المعدنية.